# Вольське
Вольське (пол. Wolskie) — село в Польщі, у гміні Ожарув-Мазовецький Варшавського-Західного повіту Мазовецького воєводства.
Населення — 266 осіб (2011).
У 1975-1998 роках село належало до Варшавського воєводства.

## Демографія
Демографічна структура станом на 31 березня 2011 року:
|          | Загалом | Допрацездатний вік | Працездатний вік | Постпрацездатний вік |
| -------- | ------- | ------------------ | ---------------- | -------------------- |
| Чоловіки | 128     | 25                 | 94               | 9                    |
| Жінки    | 138     | 32                 | 88               | 18                   |
| Разом    | 266     | 57                 | 182              | 27                   |